# Koshiro Shimada
Koshiro Shimada (jap. 島田 高志郎 Shimada Koshiro; ur. 11 września 2001 w Matsuyama) – japoński łyżwiarz figurowy, startujący w konkurencji solistów. Brązowy medalista finału cyklu Junior Grand Prix 2018, medalista zawodów z cyklu Challenger Series, wicemistrz Japonii (2023).

## Osiągnięcia
| Zawody                                | 11–12          | 12–13          | 13–14          | 14–15          | 15–16          | 16–17          | 17–18          | 18–19          | 19–20          | 20–21          | 21–22          | 22–23          | 23–24          |                |                |                |                |                |
| Międzynarodowe                        | Międzynarodowe | Międzynarodowe | Międzynarodowe | Międzynarodowe | Międzynarodowe | Międzynarodowe | Międzynarodowe | Międzynarodowe | Międzynarodowe | Międzynarodowe | Międzynarodowe | Międzynarodowe | Międzynarodowe | Międzynarodowe | Międzynarodowe | Międzynarodowe | Międzynarodowe | Międzynarodowe |
| ------------------------------------- | -------------- | -------------- | -------------- | -------------- | -------------- | -------------- | -------------- | -------------- | -------------- | -------------- | -------------- | -------------- | -------------- | -------------- | -------------- | -------------- | -------------- | -------------- |
| Mistrzostwa czterech kontynentów      |                |                |                |                |                |                |                |                |                |                |                | 11             |                |                |                |                |                |                |
| GP Grand Prix de France               |                |                |                |                |                |                |                |                |                | C              |                |                | 10             |                |                |                |                |                |
| GP Grand Prix Espoo                   |                |                |                |                |                |                |                |                |                |                |                |                | 6              |                |                |                |                |                |
| GP MK John Wilson Trophy              |                |                |                |                |                |                |                |                | 10             |                |                | 4              |                |                |                |                |                |                |
| GP NHK Trophy                         |                |                |                |                |                |                |                |                | 9              |                |                |                |                |                |                |                |                |                |
| GP Skate America                      |                |                |                |                |                |                |                |                | 10             |                |                | 9              |                |                |                |                |                |                |
| CS Lombardia Trophy                   |                |                |                |                |                |                |                |                |                |                |                | 2              |                |                |                |                |                |                |
| CS Nebelhorn Trophy                   |                |                |                |                |                |                |                |                | 2              |                |                |                | 3              |                |                |                |                |                |
| CS Warsaw Cup                         |                |                |                |                |                |                |                |                |                |                | 5              |                |                |                |                |                |                |                |
| Bavarian Open                         |                |                |                |                |                |                |                | 1              |                |                |                |                |                |                |                |                |                |                |
| Międzynarodowe: Kategorie młodzieżowe |                |                |                |                |                |                |                |                |                |                |                |                |                |                |                |                |                |                |
| Mistrzostwa świata juniorów           |                |                |                |                |                | 14             |                | 9              |                |                |                |                |                |                |                |                |                |                |
| Zimowe igrzyska olimpijskie młodzieży |                |                |                |                | 6              |                |                |                |                |                |                |                |                |                |                |                |                |                |
| JGP Finał                             |                |                |                |                |                |                |                | 3              |                |                |                |                |                |                |                |                |                |                |
| JGP w Austrii                         |                |                |                |                |                |                |                | 2              |                |                |                |                |                |                |                |                |                |                |
| JGP w Chorwacji                       |                |                |                |                | 5              |                | 5              |                |                |                |                |                |                |                |                |                |                |                |
| JGP w Estonii                         |                |                |                |                |                | 4              |                |                |                |                |                |                |                |                |                |                |                |                |
| JGP we Francji                        |                |                |                |                |                | 3              |                |                |                |                |                |                |                |                |                |                |                |                |
| JGP w Polsce                          |                |                |                |                |                |                | 7              |                |                |                |                |                |                |                |                |                |                |                |
| JGP na Słowacji                       |                |                |                |                | 7              |                |                |                |                |                |                |                |                |                |                |                |                |                |
| JGP w Słowenii                        |                |                |                |                |                |                |                | 3              |                |                |                |                |                |                |                |                |                |                |
| Asian Open Trophy                     |                |                |                |                |                | 1 J            |                |                |                |                |                |                |                |                |                |                |                |                |
| Krajowe                               |                |                |                |                |                |                |                |                |                |                |                |                |                |                |                |                |                |                |
| Mistrzostwa Japonii                   |                |                |                |                | 11             | 7              |                | 5              | 10             | 8              | 10             | 2              |                |                |                |                |                |                |
| Mistrzostwa Japonii juniorów          |                |                | 17             | 16             | 4              | 2              | WD             | 3              |                |                |                |                |                |                |                |                |                |                |
| Mistrzostwa Japonii novice            | 12 B           | 2 B            | 1 A            | 2 A            |                |                |                |                |                |                |                |                |                |                |                |                |                |                |
| Zawody drużynowe                      |                |                |                |                |                |                |                |                |                |                |                |                |                |                |                |                |                |                |
| Japan Open                            |                |                |                |                |                |                |                |                | 2 T 4 P        |                |                |                |                |                |                |                |                |                |